# زیرقلات
زیرقلات، روستایی از توابع بخش مرکزی شهرستان نی‌ریز در استان فارس ایران است.

## جمعیت
این روستا در دهستان رستاق قرار دارد و براساس سرشماری مرکز آمار ایران در سال ۱۳۸۵، جمعیت آن زیر سه خانوار بوده‌است.

## سوغات و صنایع دستی
زیر‌قلات دارای انواع لیمو و آبلیموی شیراز، بادام، بهارنارنج، حلوا، رنگینک، مسقطی و انواع صنایع دستی مانند رنگرزی، دور چین بافی، شیشه گری، قالی، گلیم، نمدمالی و... میباشد.